# Холод, Михаил Мефодиевич
Михаил Мефодиевич Холод (1923 — 6 августа 1944) — автоматчик 101-й танковой бригады 19-го танкового корпуса 1-го Прибалтийского фронта, красноармеец. Герой Советского Союза.

## Биография
Родился в 1923 году в селе Малый Бурлук ныне Великобурлукского района Харьковской области. Работал в колхозе.
В Красной Армии с сентября 1942 года. В бою на подступах к литовскому городу Мажейкяй 6 августа 1944 года закрыл огневую точку своим телом. Похоронен в городе Пренай. 28 апреля 1945 года за образцовое выполнение боевых заданий командования и проявленные при этом мужество и героизм красноармейцу Холоду Михаилу Мефодиевичу посмертно присвоено звание Героя Советского Союза. Награждён орденом Ленина.
Решением Часовоярского городского совета от 13.07.2000 № ХХIII/12-158 Холоду Михаилу Мефодиевичу присвоено звание «Почетный гражданин города Часов Яр» (посмертно).